# Purén
Purén este un oraș și comună din provincia Malleco, regiunea La Araucanía, Chile, cu o populație de 11.815 locuitori (2012) și o suprafață de 464,9 km2.